# Eddie Lowe
Edward „Eddie“ Lowe (* 11. Juli 1925 in Halesowen; † 9. März 2009 in Nottingham) war ein englischer Fußballspieler und -trainer. Zumeist als linker Außenläufer eingesetzt, war er gut zwei Jahrzehnte in den beiden höchsten englischen Spielklassen unterwegs und hat mit 511 Pflichtspielen für den FC Fulham zwischen 1950 und 1963 hinter Johnny Haynes die zweitmeisten Partien in der Geschichte des Westlondoner Klubs bestritten. Mit Kopfball- und großer Zweikampfstärke ausgestattet, war er in erster Linie für Defensivaufgaben zuständig. Mit raumgreifenden Schritten stopfte er Löcher im Mittelfeld und war lange als „Wasserträger“ für Offensivkräfte wie Johnny Haynes bekannt. Für die englische Nationalelf absolvierte er im Mai 1947 seine drei einzigen Länderspiele.

## Sportlicher Werdegang

### Aston Villa
Lowe arbeitete während des Zweiten Weltkriegs in einem Rohrwerk in Birmingham, bevor es ihn in die Hauptstadt London zog, wo er sich zum Ingenieur ausbilden lassen wollte. Fußballerische Erfahrungen sammelte er hier in seiner Freizeit als Gastspieler beim FC Millwall sowie bei kleineren Klubs wie dem FC Finchley und Walthamstow Avenue. Schon bald kehrte er in die Midlands zurück und als er dort für die Werksmannschaft des Munitionsherstellers Kynoch in einem Pokalfinale stand, entdeckten ihn die Talentscouts von Aston Villa.
Gegen Ende des Zweiten Weltkriegs diente Lowe als einer der so genannten „Bevin Boys“ in Kohleminen und nach dem Ende der Kampfhandlungen unterzeichnete er bei Aston Villa im September 1945 seinen ersten Profispielervertrag. Da der reguläre Spielbetrieb der Football League noch ausgesetzt war, kam Lowe zunächst nur in den inoffiziellen Partien der Football League South zum Einsatz. Dort jedoch gelang ihm mit dem Gewinn der Vizemeisterschaft ein erster Achtungserfolg. Sein steiler Aufstieg führte den defensiven Mittelfeldakteur in der ersten Nachkriegsspielzeit 1946/47 nicht nur in die Stammelf der „Villans“, sondern im Mai 1947 auch in die englische Nationalmannschaft.
Drei weitere Jahre verbrachte Lowe in Birmingham, in denen jedoch keine weiteren Entwicklungssprünge mehr zu verzeichnen waren. Nach einer erfolgreichen Saison 1947/48, in der Lowe 38 Einsätze und sein erstes Tor dem Verein zur Verbesserung auf den sechsten Platz in der Liga verhalf, verlor er – auch verletzungsbedingt – sukzessive seinen Stammplatz. Als er in der Spielzeit 1949/50 nur noch neunmal in Meisterschaftsspielen dabei war, zog es ihn nach London zum FC Fulham, wo dringend Verstärkung im Defensivbereich gesucht wurde.

### FC Fulham
Gemeinsam mit seinem als Außenverteidiger ebenfalls im Profifußball aktiven Bruder Reg wechselte Eddie Lowe im Mai 1950 an die Themse. Während sein Bruder schon bald nach einem komplizierten Beinbruch seine Karriere beenden musste, war Eddie Lowe die erhoffte langfristige Verstärkung. Er debütierte für die „Cottagers“ am ersten Spieltag der Saison 1950/51 gegen Manchester United und in den nun folgenden 13 Jahren sorgten nur kurzzeitige Verletzungen für seltene Abwesenheitszeiten. Seine Rolle war zumeist im linken Mittelfeld als Außenläufer zu finden, aber auch die linke Außenverteidiger- und gegen Ende seiner Karriere die Mittelläuferposition bekleidete er häufig. Geschätzt wurden seine konstanten Leistungen, die ihm den Ruf eines perfekten Mannschaftsspielers einbrachten. Dazu zählten Stärken im Zweikampfverhalten, Kopfball- und Stellungsspiel – Schnelligkeit gehörte hingegen nicht zu seinen Vorzügen. Erster nennenswerter Erfolg bei seinem neuen Verein war für Lowe 1951 das Erreichen des Viertelfinales im FA Cup, das schließlich mit 0:1 gegen den FC Blackpool verloren ging. Seine ersten beiden Tore – eines davon per direkt verwandeltem Eckball und mit dem Handicap einer Verletzung – schoss er am Boxing Day desselben Jahres gegen Manchester United. Trotz der guten Leistungen von Lowe tat sich der FC Fulham insgesamt in seiner sportlichen Entwicklung aber schwer und durch den letzten Platz in der Saison 1951/52 stieg der Klub in die zweitklassige Second Division ab.
Es folgte ein fundamentaler Umbau hin zu einer deutlich jüngeren Mannschaft und Lowe war an der Seite von Jimmy Hill und Gordon Brice ein Schlüsselspieler, um den herum sich ein attraktiv spielendes neues Team formierte und aus dem der äußerst talentierte Halbstürmer Johnny Haynes herausragte. Mit unterhaltsamem Offensivspiel war der „neue FC Fulham“ eine unterhaltsame Mannschaft, die aber erst unter dem 1956 neu verpflichteten Trainer Dug Livingstone wieder zu einem ernsthaften Anwärter für den Wiederaufstieg zu wachsen begann. Zum bemerkenswerten Halbfinaleinzug im FA Cup 1958 trug Lowe nur wenig bei und fehlte bei der Semifinalniederlage gegen Manchester United verletzungsbedingt, aber in der Aufstiegssaison 1958/59 war Lowe mit 32 Einsätzen unter dem neuen Trainer und Ex-Mannschaftskollegen Bedford Jezzard maßgeblich am Gewinn der Zweitligavizemeisterschaft beteiligt.
Der „Mittdreißiger“ blieb auch in den folgenden knapp vier Jahren Stammspieler beim FC Fulham und als Identifikationsfigur – auch äußerlich auf dem Spielfeld durch die Glatzenbildung deutlich zu erkennen – sorgte Lowe mit 33 Einsätzen mit dafür, dass der Klub 1960 auf dem zehnten Abschlusstabellenplatz sicher die Klasse erhielt. Wenngleich in der Meisterschaft der Abstiegskampf ständiger Wegbegleiter blieb, verzeichnete der Klub im Jahr darauf mit dem erneuten Einzug ins FA-Cup-Halbfinale den nächsten Erfolg; hier verlor Lowe mit seinen Mannen schließlich gegen den FC Burnley. Die hohe Anerkennung für Lowes Leistungen im „hohen Fußballeralter“ äußerten sich auch in dem vierten Platz bei der Wahl zu Englands Fußballer des Jahres 1963, die kurioserweise von dem sogar noch mehr als zehn Jahre älteren Stanley Matthews gewonnen wurde. Mit dem letzten Pflichtspiel gegen Birmingham City am 4. März 1963 gegen Birmingham City (3:3) endete Lowes Karriere beim FC Fulham nach insgesamt 511 Einsätzen und zehn Toren.

### Karriereausklang bei Notts County
Trotz einiger Angebote von erstklassigen Vereinen – darunter eine in der Presse kolportierte Offerte von Tottenham Hotspur rund anderthalb Jahre zuvor – entschied sich Lowe für das Spielertraineramt beim Drittligisten Notts County. Dort stand seine Amtszeit früh unter keinem guten Stern. Dafür waren vor allem der Verkauf das talentierten Tony Hateley an Aston Villa und der Umstand, dass der als Ersatz verpflichtete Terry Bly nicht überzeugte, verantwortlich. Finanziell instabil und nach dem Abstieg 1964 in die Viertklassigkeit auch sportlich angeschlagen, war Lowe zudem zu dem Verkauf von Jeff Astle an West Bromwich Albion gezwungen und da auch die eigenen sportlichen Leistungen kurz vor seinem 40. Geburtstag nicht mehr zur Zufriedenheit ausfielen, entließ ihn der Klub im Frühjahr 1965.
Dem Fußballgeschäft blieb er anschließend nur noch sporadisch erhalten und während einer Tätigkeit als Talentsucher für Plymouth Argyle ließ er sich zum Buchhalter umschulen. Er arbeitete anschließend in der Einkaufsabteilung eines Boilerherstellers in Nottingham und lebte in der Wahlheimat Nottingham bis zu seinem Tod im März 2009.

### Englische Nationalmannschaft
Nach guten Leistungen in der ersten Nachkriegssaison für Aston Villa berief ihn das Komitee des englischen Fußballverbands im Frühjahr 1947 erstmals in die Nationalmannschaft. Hier kam er in einer Läuferreihe mit Billy Wright und Neil Franklin innerhalb von 22 Tagen zu drei Länderspielen. Seine Premiere fand am 3. Mai 1947 in Highbury gegen Frankreich statt und neben einer defensiv soliden Vorstellung bereitete der Neuling das Tor zum 3:0-Endstand durch Raich Carter vor. Nach einer 0:1-Niederlage gegen die Schweiz war der deutliche 10:0-Sieg gegen Portugal in Lissabon hinter Stürmern wie Stanley Matthews, Stan Mortensen, Tommy Lawton, Wilf Mannion und Tom Finney das dritte und letzte Länderspiel in der Karriere von Eddie Lowe.
Die Gründe, warum Lowe keine weitere Berücksichtigung in der englischen Nationalmannschaft mehr fand, blieben unklar. Gerüchten in der englischen Presse zufolge hatte er ein einflussreiches Komiteemitglied des englischen Fußballverbands verärgert, der Lowe von einem Wechsel zu einem von ihm bevorzugten Verein überzeugen wollte, was wiederum Lowe angeblich abgelehnt hätte. Beweise zur Unterfütterung dieser Behauptung wurden jedoch nie gefunden.